# Salman Raduyev
Salman Betyrovich Raduyev (tiếng Nga: Салма́н Бетырович Раду́ев, hay còn gọi là Raduev, với các biệt danh: Titanic và Michael Jackson sinh ngày 13 tháng 2 năm 1967 - mất ngày 14 tháng 12 năm 2002) là một chỉ huy lực lượng ly khai Chechen từ năm 1994 đến năm 1999, ông ta là người chủ mưu và chịu trách nhiệm cho Cuộc đột kích bắt giữ con tin Kizlyar. Các hoạt động của ông ta với vai trò là một chỉ huy đã khiến ông ta trở thành "Người bị truy nã gắt gao thứ hai ở Nga". Georgi Derluguian cũng gọi ông ta là sự lập dị kinh khiếp của cuộc kháng chiến Chechnya do hành xử lập dị của ông tỷ như việc ông ta mặc một bộ quân phục được trang trí bằng những phù hiệu của Thành Cát Tư Hãn, đội một chiếc mũ nồi quân sự màu đen giống như của Saddam Hussein và quàng một chiếc khăn keffiyeh Ả Rập quanh cổ, đeo kính phi công để che đi khuôn mặt đã được thẩm mỹ rất nhiều sau nhiều lần phẫu thuật do những vết thương ông ấy phải chịu khi còn là một chiến binh. Radyev bị bắt vào năm 2000 và chết tại Nhà tù Thiên Nga Trắng ở Thuộc địa lưu đày của Nga vào năm 2002 khi được chẩn đoán là xuất huyết trong. Chính quyền Nga cho biết ông ta không bị đánh đập gì cả.

## Cuộc đời
Raduyev sinh năm 1967 tại Gordaloy ở Novogroznensky gần Gudermes ở phía đông Chechnya. Vào đầu những năm 1980, Raduyev hoạt động tích cực trong đoàn thanh niên cộng sản Komsomol mà cuối cùng ông đã trở thành thủ lĩnh đoàn. Sau khi theo học tại một trường trung học ở Gudermes, Raduyev phục vụ từ năm 1985 đến năm 1987 với tư cách là kỹ sư xây dựng trong đơn vị Lực lượng tên lửa chiến lược Nga đóng quân tại Cộng hòa xã hội chủ nghĩa Xô viết Byelorussian, nơi mà ông được kết nạp làm thành thành viên của Đảng Cộng sản Liên Xô. Sau xuất ngũ, anh học kinh tế và làm việc trong ngành xây dựng của Liên Xô. Giống như những người Chechnya khác tìm kiếm nền giáo dục Hồi giáo ở Trung Á vào đầu những năm 90, Raduyev cũng có nền tảng khoa học Hồi giáo đã thọ học tại madrasa ở Namangan, ở Uzbekistan. 
Trong Chiến tranh Chechnya lần thứ nhất, Raduyev trở thành chỉ huy chiến trường của lực lượng ly khai Chechnya. Ông ta đã chiến đấu trong trận Grô-z-nưi và bị thương vào tháng 3 năm 1995 khi lực lượng đặc biệt của Nga cố bắt giữ ông. Vào tháng 10 năm 1995, ông chỉ huy Lữ đoàn 6 đóng tại quận Gudermessky có tầm quan trọng chiến lược và chịu trách nhiệm về Gudermessky, một phần của thủ đô Grozny và thị trấn Argun. Vào ngày 14 tháng 12 năm 1995, Raduyev cùng với Sultan Geliskhanov dẫn đầu một cuộc đột kích vào thành phố Gudermes. Vào ngày 9 tháng 1 năm 1996, Raduyev cùng với Shamil Basayev tấn công vùng lân cận của Nga Dagestan, ông ta đã bắt ít nhất 2.000 thường dân làm con tin. Cuộc đột kích khiến Raduyev trở nên nổi tiếng toàn thế giới, đã leo thang thành một trận chiến tổng lực, kết thúc bằng việc phá hủy hoàn toàn ngôi làng biên giới Pervomayskoye, và khiến các nhà lãnh đạo Chechnya khác chỉ trích cuộc tấn công. 
Tháng 3 năm 1996, một tay súng bắn tỉa đã bắn vào đầu Raduyev nhưng vẫn sống sót mặc dù được báo cáo là đã chết, các lực lượng đặc biệt của Nga tuyên bố đã giết ông ta để trả thù cho cuộc tấn công Kizlyar trong khi các nguồn tin khác cho biết ông ta bị bắn ở Chechnya vào ngày 7 tháng 3 năm 1996, lúc này có 63 trong số 101 đại biểu của Quốc hội Estonia đã gửi lời chia buồn tới Dudayev-"Đứa con Checnya đau khổ" đồng thời bày tỏ "sự cảm thông sâu sắc với người dân Chechnya về sự ra đi của chỉ huy Raduyev", việc này đã châm ngòi cho một cuộc tranh cãi với Duma Nga. Sau đó Raduyev ra nước ngoài chữa bệnh. Vào mùa hè năm 1996, Raduyev trở lại nước cộng hòa và từ chối mệnh lệnh của quyền tổng thống Chechnya là Zelimkhan Yandarbiyev và ngừng thực hiện các hoạt động khủng bố (chẳng hạn như ra lệnh đánh bom xe điện ở Moscow). Tháng 9 năm 1998, Raduyev tuyên bố "tạm thời đình chỉ" các hành động khủng bố. 
Vào tháng 3 năm 2000, Raduyev bị đơn vị hoạt động đặc biệt FSB của Nga Vympel bắt tại nhà riêng ở Novogroznensky (nay là Oyskhara, gần Gudermes). Trong cuộc chiến tranh lần thứ hai, Raduyev bị ốm nặng phải ra nước ngoài điều trị nên đã cạo râu chuyển đến một ngôi nhà gần biên giới để chuẩn bị xuất cảnh. Tuy nhiên, một trong những người của anh ta đã thông báo cho lực lượng Nga về vị trí của ông nên Raduyev đã bị bắt gọn. Tổng thống Nga Vladimir Putin nói rằng Raduyev đã thú nhận cố gắng ám sát tổng thống Gruzia Eduard Shevardnadze. Raduyev đã bị xét xử với 18 tội danh khác nhau, bao gồm khủng bố, cướp bóc, bắt cóc con tin, tổ chức giết người và tổ chức thành lập vũ trang bất hợp pháp, ông ta không nhận tội và khẳng định rằng ông ta chỉ làm theo mệnh lệnh và cũng tuyên bố không bị rối loạn tâm thần gì và cho rằng hy vọng sẽ được ra tù sau khoảng 10–12 năm. Hàng chục nhân chứng đã được gọi để làm chứng, nhưng nhiều nạn nhân đã từ chối tham gia. Vào tháng 12 năm 2001, ông ta bị kết án tù chung thân.